# پروفسور (فیلم ۱۹۱۹)
پروفسور (به انگلیسی: The Professor) فیلمی کوتاه و صامت، به کارگردانی چارلی چاپلین با بازی چارلی چاپلین، آلبرت آستین، هنری برگمن، لویال آندروود، تام ویلسون و تام وود محصول سال ۱۹۱۹ است.